# (33713) Mithravamshi
(33713) Mithravamshi est un astéroïde de la ceinture principale.

## Description
(33713) Mithravamshi est un astéroïde de la ceinture principale. Il fut découvert le 9 juin 1999 à Socorro (Nouveau-Mexique) par le projet LINEAR. Il présente une orbite caractérisée par un demi-grand axe de 2,48 UA, une excentricité de 0,01 et une inclinaison de 3,4° par rapport à l'écliptique.